# Gq alfa podjedinica
 protein ili  je heterotrimerna G proteinska podjedinica koja aktivira fosfolipazu C (PLC). PLC hidrolizuje fosfatidilinozitol 4,5-bisfosfat (PIP2) u diacil glicerol (DAG) i inozitol-trifosfat (IP3). DAG dejstvuje kao sekundarni glasnik koji aktivira protein kinazu C (PKC) i IP3 pomaže fosforilaciju istih proteina.

## Funkcija
proteini su klasa G proteina koji aktiviraju fosfolipazu C (PLC), koja učestvuje u nizu ćelijskih signalnih puteva. Primeri primeri PLC posredovanih fizioloških responsa su ukus, manična depresija, i promocija tumora.

## Primeri GPCR partnera
Modulatorni neurotransmiterski receptori receptori (aminski receptori iz rodopsin familije) su obično spregnuti sa  proteinima:
- 2 serotoninski receptori
- Alfa-1 adrenergički receptor
- Vazopresin type 1 receptor
- Angiotenzin II receptor type 1
- Kalcitonin receptor
- Histamin H1 receptor
- Metabotropski glutamat receptor, Group I
- M1</sub]>, M3</sub]>, i M5</sub]> muskariniski receptori

## Literatura
- Alberts B, Lewis J, Raff M, Roberts K, Walter P (2002). Molecular biology of the cell (4. изд.). New York: Garland Science.  978-0-8153-3218-3.

## Spoljašnje veze
- Gq+protein на 